# The Offspring/Diskografie
Diese Diskografie ist eine Übersicht über die musikalischen Werke der US-amerikanischen Punkband The Offspring. Den Quellenangaben und Schallplattenauszeichnungen zufolge hat sie bisher mehr als 43,8 Millionen Tonträger verkauft, womit sie zu den erfolgreichsten Punkgruppen aller Zeiten gehört. Allein in ihrer Heimat verkaufte sie über 17,5 Millionen Tonträger. Ihre erfolgreichste Veröffentlichung ist das fünfte Studioalbum Americana mit mehr als 15 Millionen verkauften Einheiten. Außerdem ist das dritte Studioalbum Smash mit über elf Millionen Verkäufen der kommerziell erfolgreichste Tonträger, der bei einem Independent-Label erschien. In Deutschland konnte die Band bis heute mehr als 1,2 Millionen Tonträger vertreiben.

## Alben

### Studioalben
| Jahr | Titel Musiklabel                                      | Höchstplatzierung, Gesamtwochen, AuszeichnungChartplatzierungen (Jahr, Titel, Musiklabel, Platzierungen, Wochen, Auszeichnungen, Anmerkungen) | Höchstplatzierung, Gesamtwochen, AuszeichnungChartplatzierungen (Jahr, Titel, Musiklabel, Platzierungen, Wochen, Auszeichnungen, Anmerkungen) | Höchstplatzierung, Gesamtwochen, AuszeichnungChartplatzierungen (Jahr, Titel, Musiklabel, Platzierungen, Wochen, Auszeichnungen, Anmerkungen) | Höchstplatzierung, Gesamtwochen, AuszeichnungChartplatzierungen (Jahr, Titel, Musiklabel, Platzierungen, Wochen, Auszeichnungen, Anmerkungen) | Höchstplatzierung, Gesamtwochen, AuszeichnungChartplatzierungen (Jahr, Titel, Musiklabel, Platzierungen, Wochen, Auszeichnungen, Anmerkungen) | Anmerkungen                                                                |
| Jahr | Titel Musiklabel                                      | DE | AT | CH | UK | US | Anmerkungen                                                                |
| ---- | ----------------------------------------------------- | --- | --- | --- | --- | --- | -------------------------------------------------------------------------- |
| 1989 | The Offspring Nemesis Records                         | — | — | — | — | — | Erstveröffentlichung: 15. Juni 1989 Verkäufe zur Erscheinungszeit: + 3.000 |
| 1992 | Ignition Epitaph Records                              | — | — | — | — | US— GoldUS | Erstveröffentlichung: 16. Oktober 1992 Verkäufe: + 1.000.000               |
| 1994 | Smash Epitaph Records                                 | DE4 (50 Wo.)DE | AT2 Gold · (40 Wo.)AT | CH3 Platin · (38 Wo.)CH | UK21 Platin · (39 Wo.)UK | US4 ×6Sechsfachplatin · (101 Wo.)US | Erstveröffentlichung: 8. April 1994 Verkäufe: + 11.000.000                 |
| 1997 | Ixnay on the Hombre Columbia Records (Sony)           | DE15 (17 Wo.)DE | AT3 (15 Wo.)AT | CH10 (12 Wo.)CH | UK17 Gold · (4 Wo.)UK | US9 Platin · (38 Wo.)US | Erstveröffentlichung: 4. Februar 1997 Verkäufe: + 3.000.000                |
| 1998 | Americana Columbia Records (Sony)                     | DE5 Gold · (63 Wo.)DE | AT1 Platin · (43 Wo.)AT | CH5 Platin · (61 Wo.)CH | UK10 Platin · (56 Wo.)UK | US2 ×5Fünffachplatin · (67 Wo.)US | Erstveröffentlichung: 16. November 1998 Verkäufe: + 15.000.000             |
| 2000 | Conspiracy of One Columbia Records (Sony)             | DE8 Gold · (14 Wo.)DE | AT5 Gold · (18 Wo.)AT | CH4 Platin · (23 Wo.)CH | UK12 Platin · (26 Wo.)UK | US9 Platin · (24 Wo.)US | Erstveröffentlichung: 14. November 2000 Verkäufe: + 2.555.000              |
| 2003 | Splinter Columbia Records (Sony)                      | DE31 (15 Wo.)DE | AT10 (16 Wo.)AT | CH13 Gold · (17 Wo.)CH | UK27 Gold · (10 Wo.)UK | US30 Gold · (21 Wo.)US | Erstveröffentlichung: 9. Dezember 2003 Verkäufe: + 897.500                 |
| 2008 | Rise and Fall, Rage and Grace Columbia Records (Sony) | DE13 (11 Wo.)DE | AT7 (14 Wo.)AT | CH5 (14 Wo.)CH | UK39 (2 Wo.)UK | US10 Gold · (30 Wo.)US | Erstveröffentlichung: 17. Juni 2008 Verkäufe: + 740.000                    |
| 2012 | Days Go By Columbia Records (Sony)                    | DE5 (8 Wo.)DE | AT6 (12 Wo.)AT | CH8 (12 Wo.)CH | UK43 (1 Wo.)UK | US12 (6 Wo.)US | Erstveröffentlichung: 26. Juni 2012                                        |
| 2021 | Let the Bad Times Roll Concord Records (Wabi Sabi)    | DE5 (7 Wo.)DE | AT1 (10 Wo.)AT | CH4 (12 Wo.)CH | UK3 (1 Wo.)UK | US27 (1 Wo.)US | Erstveröffentlichung: 16. April 2021                                       |
| 2024 | Supercharged Concord Records (Wabi Sabi)              | DE6 (2 Wo.)DE | AT3 (2 Wo.)AT | CH5 (2 Wo.)CH | UK44 (1 Wo.)UK | — | Erstveröffentlichung: 11. Oktober 2024                                     |

### Kompilationen
| Jahr | Titel Musiklabel                                              | Höchstplatzierung, Gesamtwochen, AuszeichnungChartplatzierungen (Jahr, Titel, Musiklabel, Platzierungen, Wochen, Auszeichnungen, Anmerkungen) | Höchstplatzierung, Gesamtwochen, AuszeichnungChartplatzierungen (Jahr, Titel, Musiklabel, Platzierungen, Wochen, Auszeichnungen, Anmerkungen) | Höchstplatzierung, Gesamtwochen, AuszeichnungChartplatzierungen (Jahr, Titel, Musiklabel, Platzierungen, Wochen, Auszeichnungen, Anmerkungen) | Höchstplatzierung, Gesamtwochen, AuszeichnungChartplatzierungen (Jahr, Titel, Musiklabel, Platzierungen, Wochen, Auszeichnungen, Anmerkungen) | Höchstplatzierung, Gesamtwochen, AuszeichnungChartplatzierungen (Jahr, Titel, Musiklabel, Platzierungen, Wochen, Auszeichnungen, Anmerkungen) | Anmerkungen                                               |
| Jahr | Titel Musiklabel                                              | DE | AT | CH | UK | US | Anmerkungen                                               |
| ---- | ------------------------------------------------------------- | --- | --- | --- | --- | --- | --------------------------------------------------------- |
| 2005 | Greatest Hits Columbia Records (Sony)                         | DE23 Gold · (10 Wo.)DE | AT6 (12 Wo.)AT | CH5 Gold · (15 Wo.)CH | UK14 Gold + Silber (Re-Release) · (8 Wo.)UK                                                                                                   | US8 Platin · (18 Wo.)US | Erstveröffentlichung: 20. Juni 2005 Verkäufe: + 1.931.810 |
| 2010 | Happy Hour! Sony Music (Sony)                                 | — | — | — | — | — | Erstveröffentlichung: 4. August 2010                      |
| 2025 | Anti-Valentine’s Day with The Offspring Universal Music (UMG) | — | — | — | — | — | Erstveröffentlichung: 6. Februar 2025                     |

### EPs
| Jahr | Titel Musiklabel                      | Anmerkungen                          |
| ---- | ------------------------------------- | ------------------------------------ |
| 1991 | Baghdad Nemesis Records               | Erstveröffentlichung: 1991           |
| 1997 | Club Me Selbstverlag                  | Erstveröffentlichung: 1997           |
| 2014 | Summer Nationals Time Bomb Recordings | Erstveröffentlichung: 5. August 2014 |

## Singles
| Jahr | Titel Album                                              | Höchstplatzierung, Gesamtwochen, AuszeichnungChartplatzierungen (Jahr, Titel, Album, Platzierungen, Wochen, Auszeichnungen, Anmerkungen) | Höchstplatzierung, Gesamtwochen, AuszeichnungChartplatzierungen (Jahr, Titel, Album, Platzierungen, Wochen, Auszeichnungen, Anmerkungen) | Höchstplatzierung, Gesamtwochen, AuszeichnungChartplatzierungen (Jahr, Titel, Album, Platzierungen, Wochen, Auszeichnungen, Anmerkungen) | Höchstplatzierung, Gesamtwochen, AuszeichnungChartplatzierungen (Jahr, Titel, Album, Platzierungen, Wochen, Auszeichnungen, Anmerkungen) | Höchstplatzierung, Gesamtwochen, AuszeichnungChartplatzierungen (Jahr, Titel, Album, Platzierungen, Wochen, Auszeichnungen, Anmerkungen) | Anmerkungen                                                                              |
| Jahr | Titel Album                                              | DE | AT | CH | UK | US | Anmerkungen                                                                              |
| ---- | -------------------------------------------------------- | --- | --- | --- | --- | --- | ---------------------------------------------------------------------------------------- |
| 1986 | I’ll Be Waiting The Offspring                            | — | — | — | — | — | Erstveröffentlichung: 1986                                                               |
| 1994 | Come Out and Play Smash                                  | — | — | — | UK98 (1 Wo.)UK | — | Erstveröffentlichung: 10. März 1994 Verkäufe: + 70.000                                   |
| 1994 | Self Esteem Smash                                        | DE4 (28 Wo.)DE | AT4 (19 Wo.)AT | — | UK37 Gold · (3 Wo.)UK | — | Erstveröffentlichung: 22. Dezember 1994 Verkäufe: + 590.000                              |
| 1995 | Gotta Get Away Smash                                     | — | AT36 (6 Wo.)AT | — | UK43 (2 Wo.)UK | — | Erstveröffentlichung: 2. Februar 1995                                                    |
| 1996 | All I Want Ixnay on the Hombre                           | — | AT25 (7 Wo.)AT | — | UK31 (2 Wo.)UK | — | Erstveröffentlichung: 31. Dezember 1996                                                  |
| 1997 | Gone Away Ixnay on the Hombre                            | DE93 (1 Wo.)DE | — | — | UK42 (2 Wo.)UK | — | Erstveröffentlichung: 23. März 1997 Verkäufe: + 35.000 Neueinspielung: 12. November 2021 |
| 1997 | I Choose Ixnay on the Hombre                             | — | — | — | — | — | Erstveröffentlichung: 14. Dezember 1997 Verkäufe: + 35.000                               |
| 1997 | The Meaning of Life Ixnay on the Hombre                  | — | — | — | — | — | Erstveröffentlichung: 1997 Verkäufe: + 35.000                                            |
| 1998 | Pretty Fly (for a White Guy) Americana                   | DE2 Gold · (20 Wo.)DE | AT2 Gold · (18 Wo.)AT | CH4 (27 Wo.)CH | UK1 Platin · (13 Wo.)UK | US53 (16 Wo.)US | Erstveröffentlichung: 9. November 1998 Verkäufe: + 1.640.000                             |
| 1999 | Why Don’t You Get a Job? Americana                       | DE16 (12 Wo.)DE | AT16 (9 Wo.)AT | CH24 (11 Wo.)CH | UK2 Gold · (10 Wo.)UK | US74 (15 Wo.)US | Erstveröffentlichung: 8. März 1999 Verkäufe: + 635.000                                   |
| 1999 | The Kids Aren’t Alright Americana                        | DE45 Platin · (8 Wo.)DE | — | — | UK11 Platin · (8 Wo.)UK | US— PlatinUS | Erstveröffentlichung: 16. August 1999 Verkäufe: + 2.470.000                              |
| 1999 | She’s Got Issues Americana                               | — | — | CH60 (5 Wo.)CH | UK41 (2 Wo.)UK | — | Erstveröffentlichung: 19. Oktober 1999                                                   |
| 2000 | Original Prankster Conspiracy of One                     | DE46 (9 Wo.)DE | — | CH20 (15 Wo.)CH | UK6 Silber · (10 Wo.)UK | US70 (9 Wo.)US | Erstveröffentlichung: 24. Oktober 2000 Verkäufe: + 270.000                               |
| 2000 | Want You Bad Conspiracy of One                           | — | AT67 (3 Wo.)AT | CH45 (6 Wo.)CH | UK15 Gold · (10 Wo.)UK | — | Erstveröffentlichung: 23. Dezember 2000 Verkäufe: + 415.000                              |
| 2001 | Million Miles Away Conspiracy of One                     | — | — | CH97 (1 Wo.)CH | UK21 (6 Wo.)UK | — | Erstveröffentlichung: 26. Juni 2001                                                      |
| 2001 | Defy You Nix wie raus aus Orange County (Soundtrack)     | DE62 (5 Wo.)DE | AT54 (5 Wo.)AT | CH52 (9 Wo.)CH | — | US77 (11 Wo.)US | Erstveröffentlichung: 18. Dezember 2001                                                  |
| 2003 | Hit That Splinter                                        | DE31 (9 Wo.)DE | AT21 (13 Wo.)AT | CH57 (7 Wo.)CH | UK11 (7 Wo.)UK | US64 (15 Wo.)US | Erstveröffentlichung: 9. Dezember 2003 Verkäufe: + 35.000                                |
| 2004 | (Can’t Get My) Head Around You Splinter                  | — | — | — | UK48 (2 Wo.)UK | — | Erstveröffentlichung: 13. April 2004                                                     |
| 2008 | You’re Gonna Go Far, Kid Rise and Fall, Rage and Grace   | DE67 Gold · (5 Wo.)DE | — | — | UK— PlatinUK | US63 Platin · (18 Wo.)US | Erstveröffentlichung: 4. September 2008 Verkäufe: + 1.965.000                            |
| 2012 | Days Go By                                               | — | — | — | — | — | Erstveröffentlichung: 28. April 2012                                                     |
| 2012 | Cruising California (Bumpin’ in My Trunk) Days Go By     | — | — | — | — | — | Erstveröffentlichung: 14. Mai 2012                                                       |
| 2012 | Turning Into You Days Go By                              | — | — | — | — | — | Erstveröffentlichung: 14. Oktober 2012                                                   |
| 2015 | Coming for You Let the Bad Times Roll                    | — | — | — | — | — | Erstveröffentlichung: 30. Januar 2015                                                    |
| 2016 | Sharknado –                                              | — | — | — | — | — | Erstveröffentlichung: 27. Juli 2016                                                      |
| 2018 | Down –                                                   | — | — | — | — | — | Erstveröffentlichung: 20. Juli 2018                                                      |
| 2020 | Christmas (Baby Please Come Home) –                      | — | — | — | — | — | Erstveröffentlichung: 11. Dezember 2021                                                  |
| 2021 | Let the Bad Times Roll                                   | — | — | — | — | — | Erstveröffentlichung: 24. Februar 2021                                                   |
| 2021 | We Never Have Sex Anymore Let the Bad Times Roll         | — | — | — | — | — | Erstveröffentlichung: 20. August 2021                                                    |
| 2022 | Behind Your Walls Let the Bad Times Roll                 | — | — | — | — | — | Erstveröffentlichung: 6. Mai 2022                                                        |
| 2022 | Bells Will Be Ringing (Please Come Home For Christmas) – | — | — | — | — | — | Erstveröffentlichung: 11. November 2022                                                  |
| 2024 | Make It All Right Supercharged                           | — | — | — | — | — | Erstveröffentlichung: 7. Juni 2024                                                       |
| 2024 | Light It Up Supercharged                                 | — | — | — | — | — | Erstveröffentlichung: 2. August 2024                                                     |
| 2024 | Come to Brazil Supercharged                              | — | — | — | — | — | Erstveröffentlichung: 13. September 2024                                                 |

## Videoalben und Musikvideos

### Videoalben
| Jahr | Titel                           | Höchstplatzierung, Gesamtwochen, AuszeichnungChartplatzierungen (Jahr, Titel, Platzierungen, Wochen, Auszeichnungen, Anmerkungen) | Höchstplatzierung, Gesamtwochen, AuszeichnungChartplatzierungen (Jahr, Titel, Platzierungen, Wochen, Auszeichnungen, Anmerkungen) | Höchstplatzierung, Gesamtwochen, AuszeichnungChartplatzierungen (Jahr, Titel, Platzierungen, Wochen, Auszeichnungen, Anmerkungen) | Höchstplatzierung, Gesamtwochen, AuszeichnungChartplatzierungen (Jahr, Titel, Platzierungen, Wochen, Auszeichnungen, Anmerkungen) | Höchstplatzierung, Gesamtwochen, AuszeichnungChartplatzierungen (Jahr, Titel, Platzierungen, Wochen, Auszeichnungen, Anmerkungen) | Anmerkungen                                            |
| Jahr | Titel                           | DE | AT | CH | UK | US | Anmerkungen                                            |
| ---- | ------------------------------- | --- | --- | --- | --- | --- | ------------------------------------------------------ |
| 1998 | Americana                       | — | — | — | UK24 (1 Wo.)UK | — | Erstveröffentlichung: 1998                             |
| 2000 | Huck It                         | — | — | — | UK6 (13 Wo.)UK | — | Erstveröffentlichung: 2000 Verkäufe: + 7.500           |
| 2005 | Complete Music Video Collection | — | — | — | UK40 (1 Wo.)UK | US— GoldUS | Erstveröffentlichung: 19. Juli 2005 Verkäufe: + 80.000 |

### Musikvideos
| Jahr | Lied                                      | Regie                             |
| ---- | ----------------------------------------- | --------------------------------- |
| 1994 | Come Out and Play                         | Darren Lavett                     |
| 1995 | Self Esteem                               | Darren Lavett                     |
| 1995 | Gotta Get Away                            | Samuel Bayer                      |
| 1997 | All I Want                                | David Yow                         |
| 1997 | Gone Away                                 | Nigel Dick                        |
| 1997 | The Meaning of Life                       | Kevin Kerslake                    |
| 1997 | I Choose                                  | Dexter Holland                    |
| 1998 | Pretty Fly (for a White Guy)              | McG                               |
| 1999 | Why Don’t You Get a Job?                  | McG                               |
| 1999 | The Kids Aren’t Alright                   | Yariv Gaber                       |
| 1999 | She’s Got Issues                          | Jonathan Dayton und Valerie Faris |
| 2000 | Original Prankster                        | Dave Meyers                       |
| 2001 | Want You Bad                              | Spencer Susser                    |
| 2001 | Million Miles Away                        | Jennifer Lebeau                   |
| 2001 | Defy You                                  | Dave Meyers                       |
| 2003 | Da Hui                                    | Paul Cobb                         |
| 2004 | Hit That                                  | John Williams und David Lea       |
| 2004 | (Can’t Get My) Head Around You            | Joseph Kahn                       |
| 2005 | Can’t Repeat                              | Ramon & Pedro                     |
| 2008 | Hammerhead                                | Teqtonik                          |
| 2008 | You’re Gonna Go Far, Kid                  | Chris Hopewell                    |
| 2009 | Kristy, Are You Doing Okay?               | Lex Halaby                        |
| 2009 | Stuff Is Messed Up                        | F. Scott Schafer und Sean Evans   |
| 2012 | Days Go By                                | Lex Halaby                        |
| 2012 | Cruising California (Bumpin’ in My Trunk) | Mickey Finnegan                   |
| 2013 | Gone Away (Live)                          | Jared Sagal                       |
| 2015 | Coming for You                            | Josh Forbes                       |
| 2020 | Here Kitty Kitty                          | The Offspring                     |
| 2020 | Christmas (Baby Please Come Home)         | The Offspring                     |
| 2021 | Let the Bad Times Roll                    | Marc Klasfeld                     |
| 2021 | We Never Have Sex Anymore                 | F. Scott Schafer                  |
| 2021 | This Is Not Utopia                        | Samuel Bayer                      |
| 2021 | The Opioid Diaries                        | Lex Halaby                        |
| 2022 | Behind Your Walls                         | Jeb Hardwick                      |
| 2024 | Make It All Right                         | Margaret Bialis                   |
| 2025 | Ok, but This Is the Last Time             | Marc Klasfeld                     |

## Promoveröffentlichungen
| Jahr | Titel Album                                               | Anmerkungen                                              |
| ---- | --------------------------------------------------------- | -------------------------------------------------------- |
| 1995 | Bad Habit Smash                                           | Erstveröffentlichung: 1995                               |
| 1995 | Kick Him When He’s Down Ignition                          | Erstveröffentlichung: 1995                               |
| 1999 | Walla Walla Americana                                     | Erstveröffentlichung: 1999                               |
| 2000 | Totalimmortal Ich, beide & sie O.S.T.                     | Erstveröffentlichung: 2000 Original: AFI                 |
| 2000 | Bloodstains Ready to Rumble O.S.T.                        | Erstveröffentlichung: 2000                               |
| 2004 | Spare Me the Details Splinter                             | Erstveröffentlichung: 2004                               |
| 2005 | Can’t Repeat Greatest Hits                                | Erstveröffentlichung: 20. Juni 2005                      |
| 2005 | Next to You Greatest Hits                                 | Erstveröffentlichung: 21. Juni 2005 Original: The Police |
| 2008 | Hammerhead Rise and Fall, Rage and Grace                  | Erstveröffentlichung: 6. Mai 2008                        |
| 2009 | Kristy, Are You Doing Okay? Rise and Fall, Rage and Grace | Erstveröffentlichung: 10. Februar 2009                   |
| 2009 | Half-Truism Rise and Fall, Rage and Grace                 | Erstveröffentlichung: 19. Mai 2009                       |

## Sonderveröffentlichungen
| Jahr | Titel Musiklabel                             | Anmerkungen                         |
| ---- | -------------------------------------------- | ----------------------------------- |
| 1998 | A Piece of Americana Columbia Records (Sony) | Erstveröffentlichung: 1998 Promo-EP |

## Statistik

### Chartauswertung
|                     | DE     | AT     | CH     | UK     | US    |
| ------------------- | ------ | ------ | ------ | ------ | ----- |
| Nummer-eins-Alben   | DE—DE  | AT2AT  | CH—CH  | UK—UK  | US—US |
| Top-10-Alben        | DE6DE  | AT10AT | CH9CH  | UK2UK  | US6US |
| Alben in den Charts | DE10DE | AT10AT | CH10CH | UK10UK | US9US |

|                       | DE    | AT    | CH    | UK     | US    |
| --------------------- | ----- | ----- | ----- | ------ | ----- |
| Nummer-eins-Singles   | DE—DE | AT—AT | CH—CH | UK1UK  | US—US |
| Top-10-Singles        | DE2DE | AT2AT | CH1CH | UK3UK  | US—US |
| Singles in den Charts | DE9DE | AT8AT | CH8CH | UK14UK | US6US |

### Auszeichnungen für Musikverkäufe
| Land/RegionAuszeichnungen für Musikverkäufe (Land/Region, Auszeichnungen, Verkäufe, Quellen) | Silber     | Gold       | Platin         | Verkäufe    | Quellen                                                    |
| -------------------------------------------------------------------------------------------- | ---------- | ---------- | -------------- | ----------- | ---------------------------------------------------------- |
| Argentinien (CAPIF)                                                                          | —          | Gold1      | —              | 30.000      | capif.org.ar                                               |
| Australien (ARIA)                                                                            | —          | 6× Gold6   | 26× Platin26   | 1.947.500   | aria.com.au                                                |
| Belgien (BRMA)                                                                               | —          | 2× Gold2   | 2× Platin2     | 150.000     | ultratop.be                                                |
| Brasilien (PMB)                                                                              | —          | Gold1      | Platin1        | 280.000     | pro-musicabr.org.br                                        |
| Dänemark (IFPI)                                                                              | —          | 3× Gold3   | —              | 135.000     | ifpi.dk                                                    |
| Deutschland (BVMI)                                                                           | —          | 5× Gold5   | Platin1        | 1.600.000   | musikindustrie.de                                          |
| Europa (IFPI)                                                                                | —          | Gold1      | 5× Platin5     | (5.500.000) | ifpi.org (Memento vom 1. Januar 2014 im Internet Archive)  |
| Finnland (IFPI)                                                                              | —          | 2× Gold2   | Platin1        | 197.449     | ifpi.fi                                                    |
| Frankreich (SNEP)                                                                            | Silber1    | 5× Gold5   | 2× Platin2     | 1.135.000   | infodisc.fr snepmusique.com                                |
| Irland (IRMA)                                                                                | —          | Gold1      | —              | 7.500       | irishcharts.ie                                             |
| Italien (FIMI)                                                                               | —          | 5× Gold5   | Platin1        | 225.000     | fimi.it                                                    |
| Japan (RIAJ)                                                                                 | —          | 2× Gold2   | 5× Platin5     | 1.250.000   | riaj.or.jp                                                 |
| Kanada (MC)                                                                                  | —          | 2× Gold2   | 20× Platin20   | 2.035.000   | musiccanada.com                                            |
| Mexiko (AMPROFON)                                                                            | —          | Gold1      | —              | 100.000     | amprofon.com.mx                                            |
| Neuseeland (RMNZ)                                                                            | —          | 2× Gold2   | 18× Platin18   | 367.500     | aotearoamusiccharts.co.nz NZ2 NZ3                          |
| Niederlande (NVPI)                                                                           | —          | 2× Gold2   | —              | 100.000     | nvpi.nl                                                    |
| Norwegen (IFPI)                                                                              | —          | Gold1      | 4× Platin4     | 195.000     | ifpi.no (Memento vom 5. November 2012 im Internet Archive) |
| Österreich (IFPI)                                                                            | —          | 3× Gold3   | Platin1        | 125.000     | ifpi.at                                                    |
| Polen (ZPAV)                                                                                 | —          | 2× Gold2   | Platin1        | 150.000     | olis.pl                                                    |
| Russland (NFPF)                                                                              | —          | 2× Gold2   | —              | 20.000      | 2m-online.ru                                               |
| Schweden (IFPI)                                                                              | —          | 2× Gold2   | 6× Platin6     | 430.000     | sverigetopplistan.se                                       |
| Schweiz (IFPI)                                                                               | —          | 2× Gold2   | 3× Platin3     | 185.000     | hitparade.ch                                               |
| Spanien (Promusicae)                                                                         | —          | 4× Gold4   | 4× Platin4     | 460.000     |                                                            |
| Vereinigte Staaten (RIAA)                                                                    | —          | 4× Gold4   | 16× Platin16   | 17.550.000  | riaa.com                                                   |
| Vereinigtes Königreich (BPI)                                                                 | 3× Silber3 | 6× Gold6   | 5× Platin5     | 4.220.000   | bpi.co.uk                                                  |
| Insgesamt                                                                                    | 4× Silber4 | 67× Gold67 | 122× Platin122 |             |                                                            |